# Ingo Rohsbach
Ingo Rohsbach (* 27. November 1945 in Köln; † 1. Juli 2017) war ein deutscher Radrennfahrer und nationaler Meister im Radsport.

## Sportliche Laufbahn
Rohsbach war im Bahnradsport und im Straßenradsport aktiv. Er war Mitglied des Vereins „RC Schmitter Köln“. In den Jugendklassen gewann er zweimal Deutsche Meisterschaften auf der Bahn. 1966 wurde er in die Nationalmannschaft der Bahnfahrer berufen, aber nie für die Bahnradsport-Weltmeisterschaften nominiert.
Zu seinen Erfolgen zählen die Siege im Silbernen Adler von Köln 1969, einem traditionsreichen Zweier-Mannschaftsfahren, mit Udo Hempel als Partner. Insbesondere bei Sechstagerennen der Amateure war er mehrfach erfolgreich. Er gewann die Sechstagerennen von Köln 1967 mit Jürgen Kißner, 1970 mit Udo Hempel, 1971 mit Metzemacher, von Frankfurt am Main 1968 mit Hans Jaroszewicz, von Berlin 1968 mit Jaroszewicz, 1969 mit Beckers. Dazu kamen einige weitere Podiumsplätze und diverse regionale Titel im Bahnradsport. An internationalen Bahnwettbewerben gewann er u. a. das Blaue Band von Bremen und die Silbernen Eulen von Friesenheim. Bei den nationalen Meisterschaften wurde er 1965 Dritter in der Mannschaftsverfolgung mit Erich Schockhoven, Jürgen Kißner und Axel Ippen. 1967 und 1968 wurde er Vizemeister. Auf der Straße war er bei einigen Eintagesrennen erfolgreich.